# Mesoleptus diminutus
Mesoleptus diminutus là một loài tò vò trong họ Ichneumonidae.